# توماس کول
توماس کول (به انگلیسی: Thomas Cole) (۱۸۰۱-۱۸۴۸) نقاش آمریکایی انگلیسی‌تبار و بنیان‌گذار مکتب هادسون ریور نقاشان منظره‌پرداز در آمریکا بود.

## زندگینامه
توماس کول در یکم فوریهٔ ۱۸۰۱ در بولتون لانکاشایر واقع در انگلستان زاده شد. در ۱۸۱۹ همراه با خانوادهٔ خود به آمریکا مهاجرت کرد و در کتسکیل نیویورک ساکن شد. او در آنجا به نقاشی منظره روی آورد و جنبشی هنری را با عنوان مکتب هادسن ریور بینان گذاشت.
در ۱۸۳۰ دو تابلو از نقاشی‌های او در آکادمی سلطنتی هنر در لندن به نمایش درآمد و به دنبال آن توماس کول اقدام به برگزاری نمایشگاه‌هایی از آثار طراحی خود در انگلستان، فرانسه و ایتالیا نمود. از بهترین نقاشی‌های منظرهٔ توماس کول می‌توان به مجموعه آثار «سفر زندگی» او اشاره کرد که کار بر روی آنها را از ۱۸۳۹ آغاز کرده بود.
توماس کول در ۱۱ فوریهٔ ۱۸۴۸ در سن ۴۷ سالگی در نیویورک درگذشت.

## نگارخانه

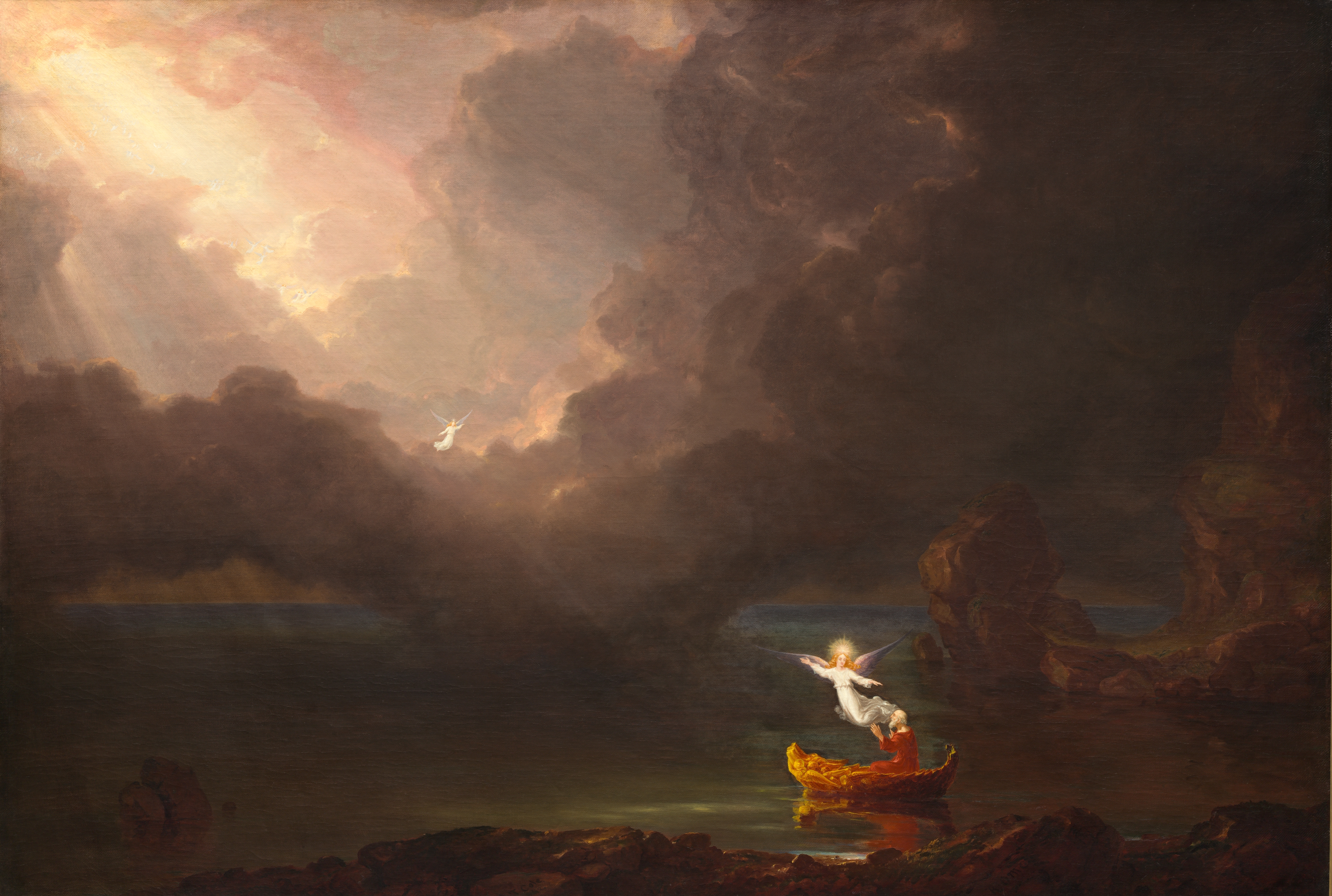
سفر زندگی: کهنسالی ۱۸۴۲ م. نگارخانه ملی هنر
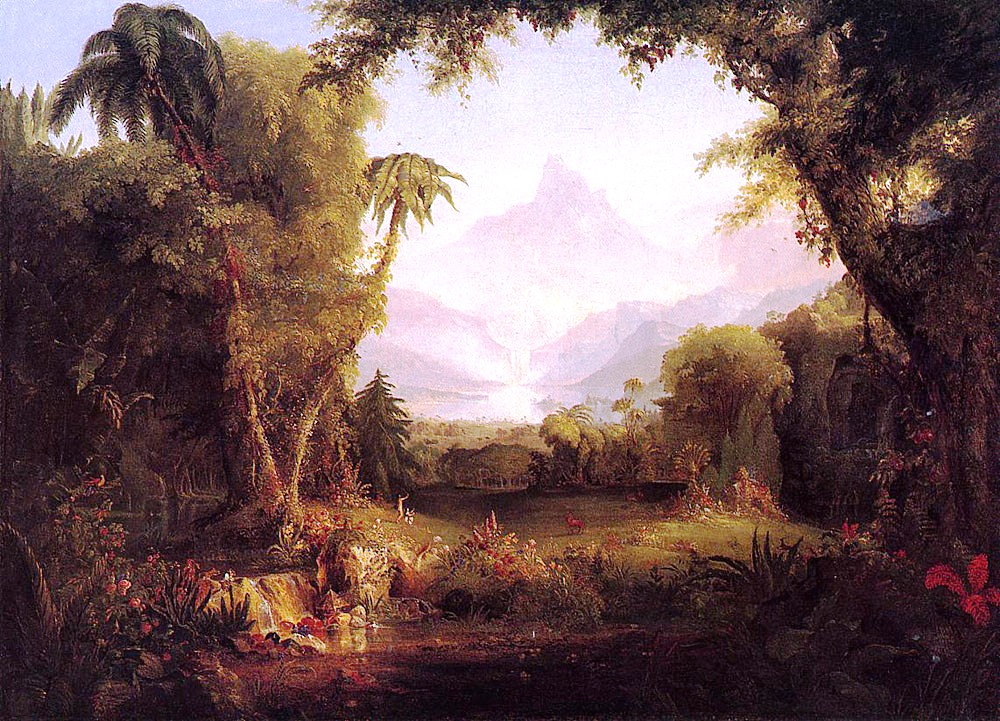
باغ عدن (۱۸۲۸)
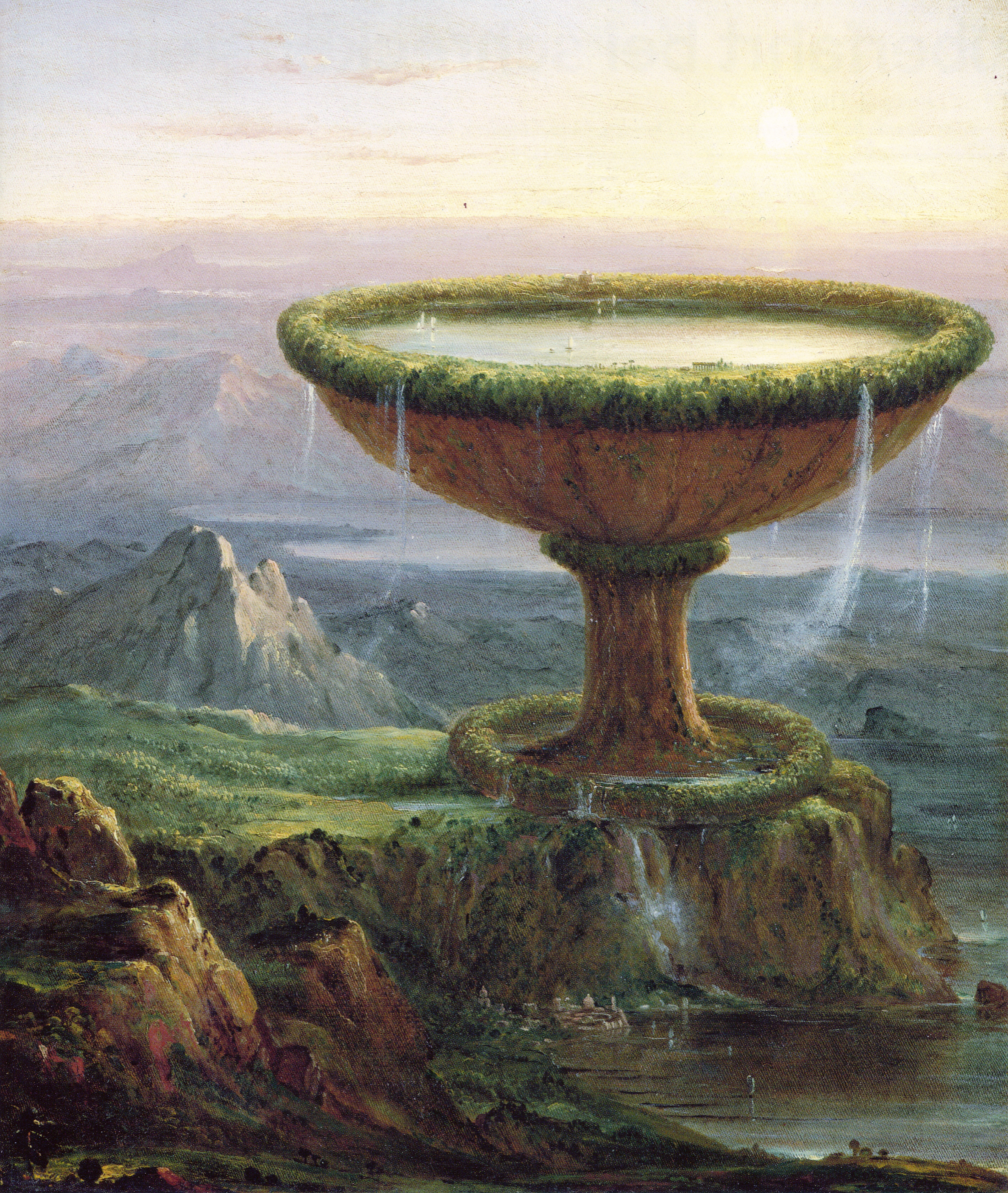
جام تیتان (۱۸۳۳)
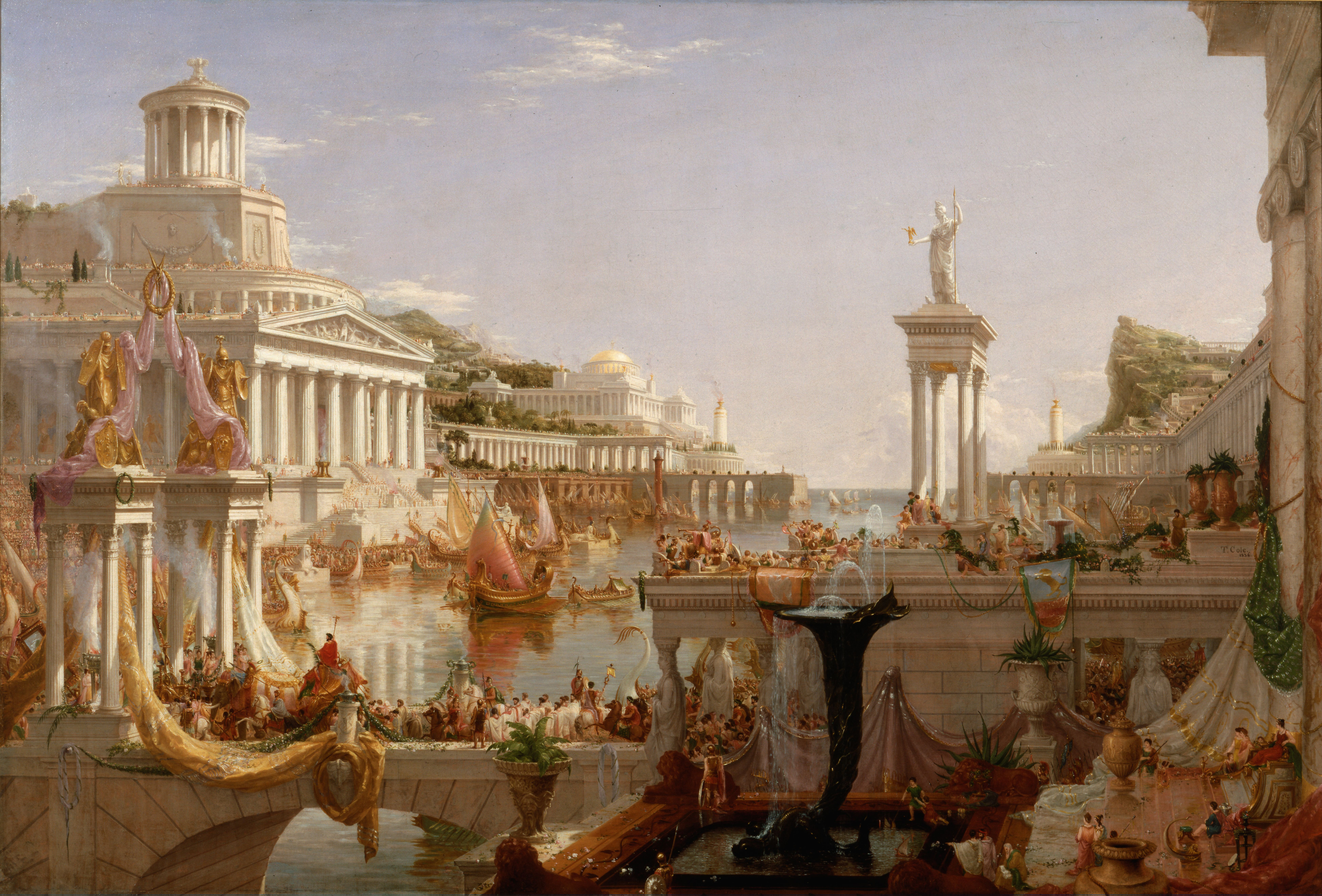
راه امپراتوری: پایان (۱۸۳۶-۱۸۳۵)
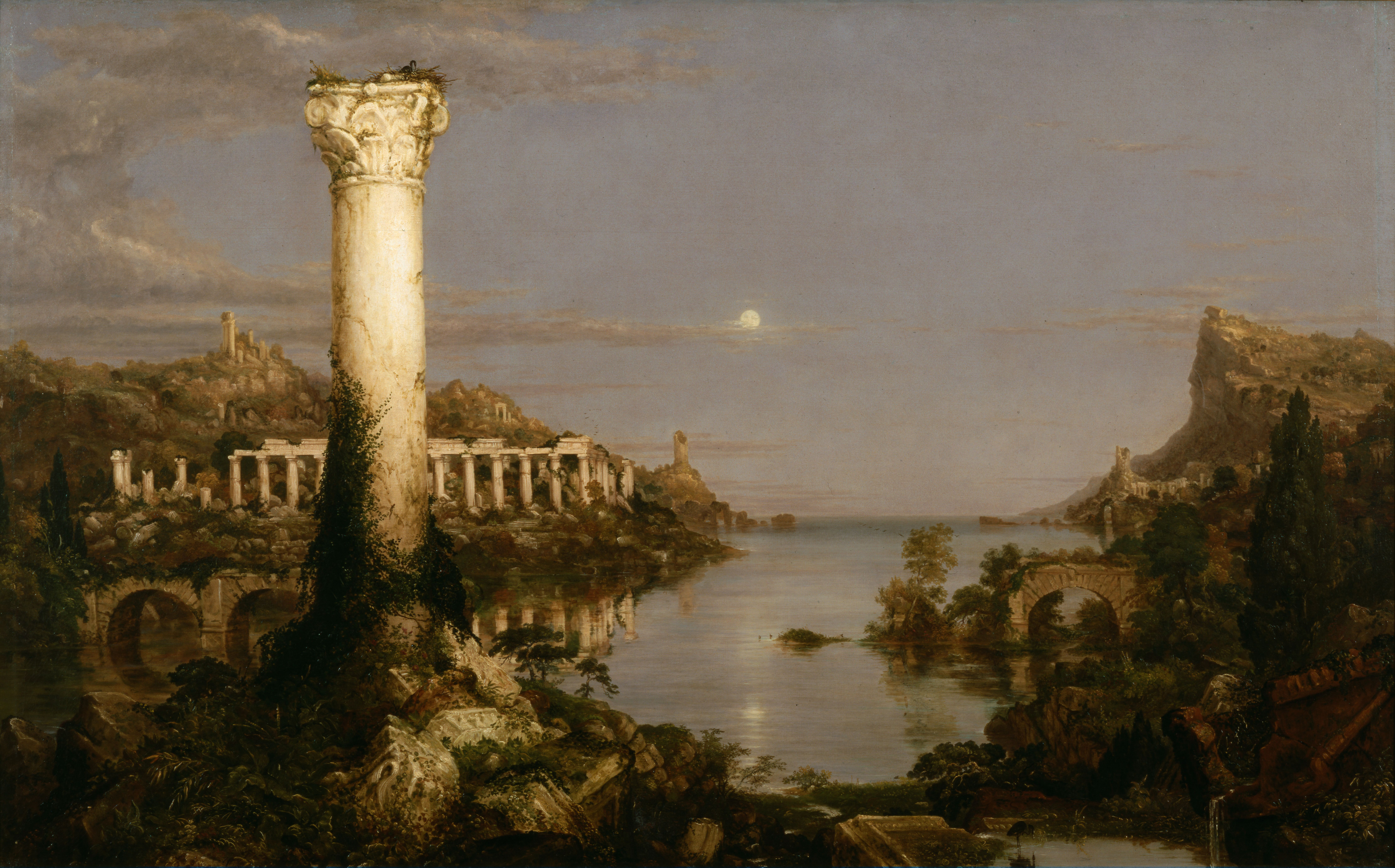
ویرانی (۱۸۳۶)
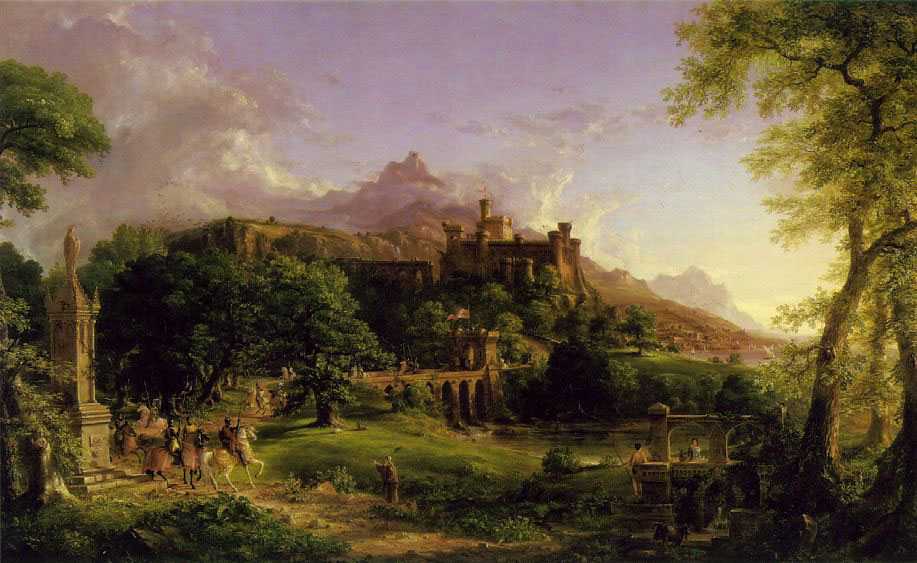
عزیمت (۱۸۳۷)
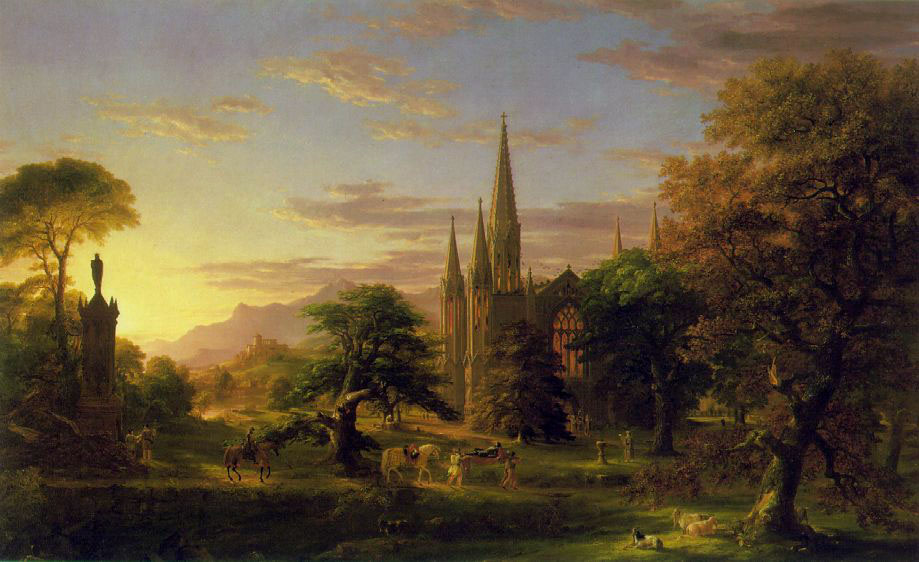
بازگشت (۱۸۳۷)
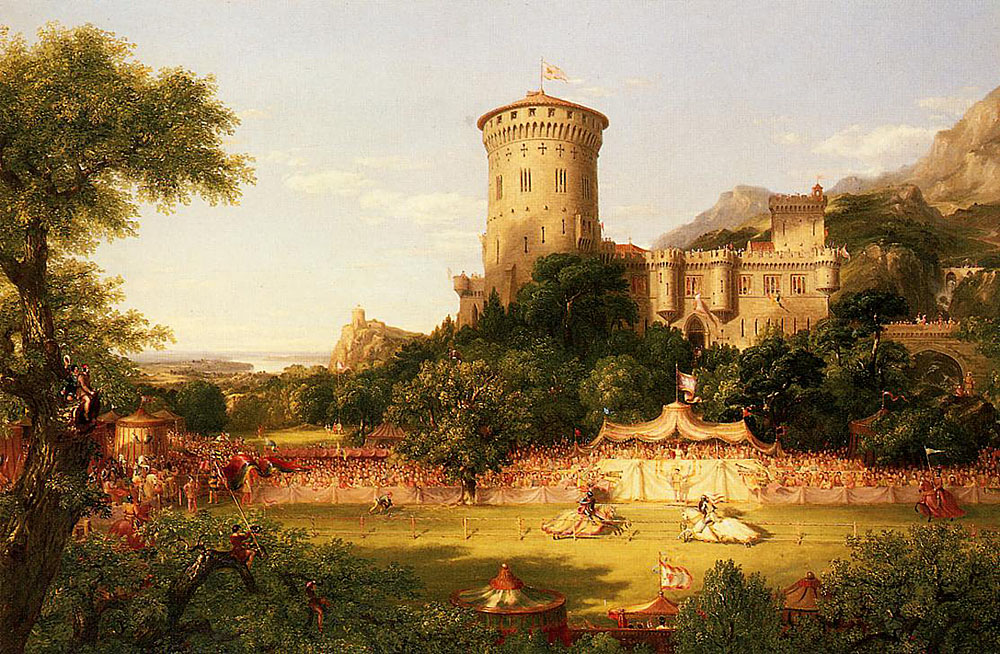
گذشته (۱۸۳۸)
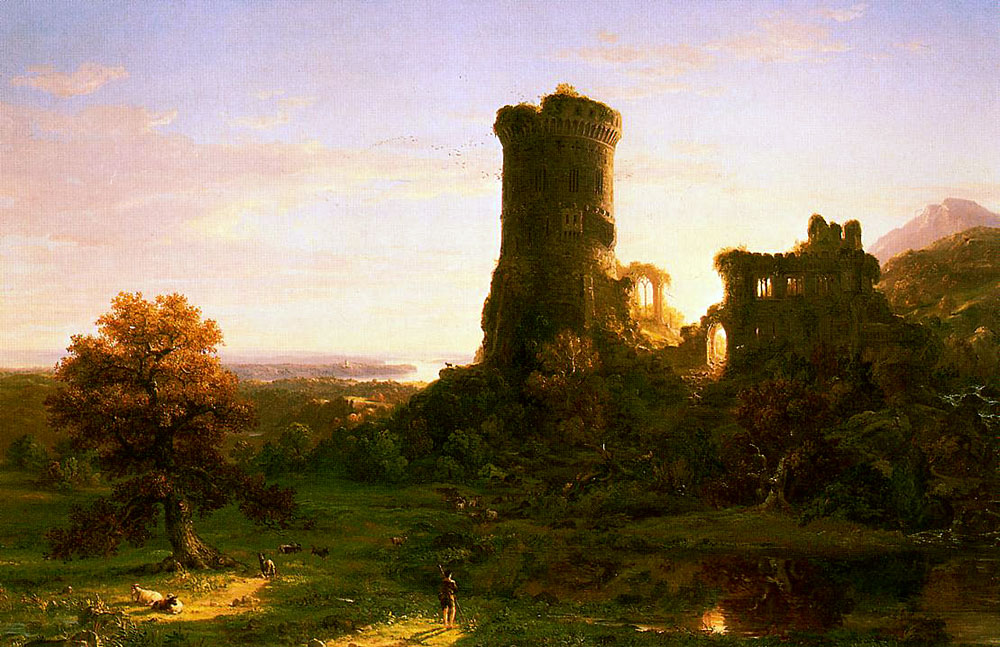
حال (۱۸۳۸)